# Gibberifera alba
Gibberifera alba är en fjärilsart som beskrevs av Kawabe och Yoshitsugu Nasu 1994. Gibberifera alba ingår i släktet Gibberifera och familjen vecklare. Inga underarter finns listade i Catalogue of Life.